# Jordløse Sogn

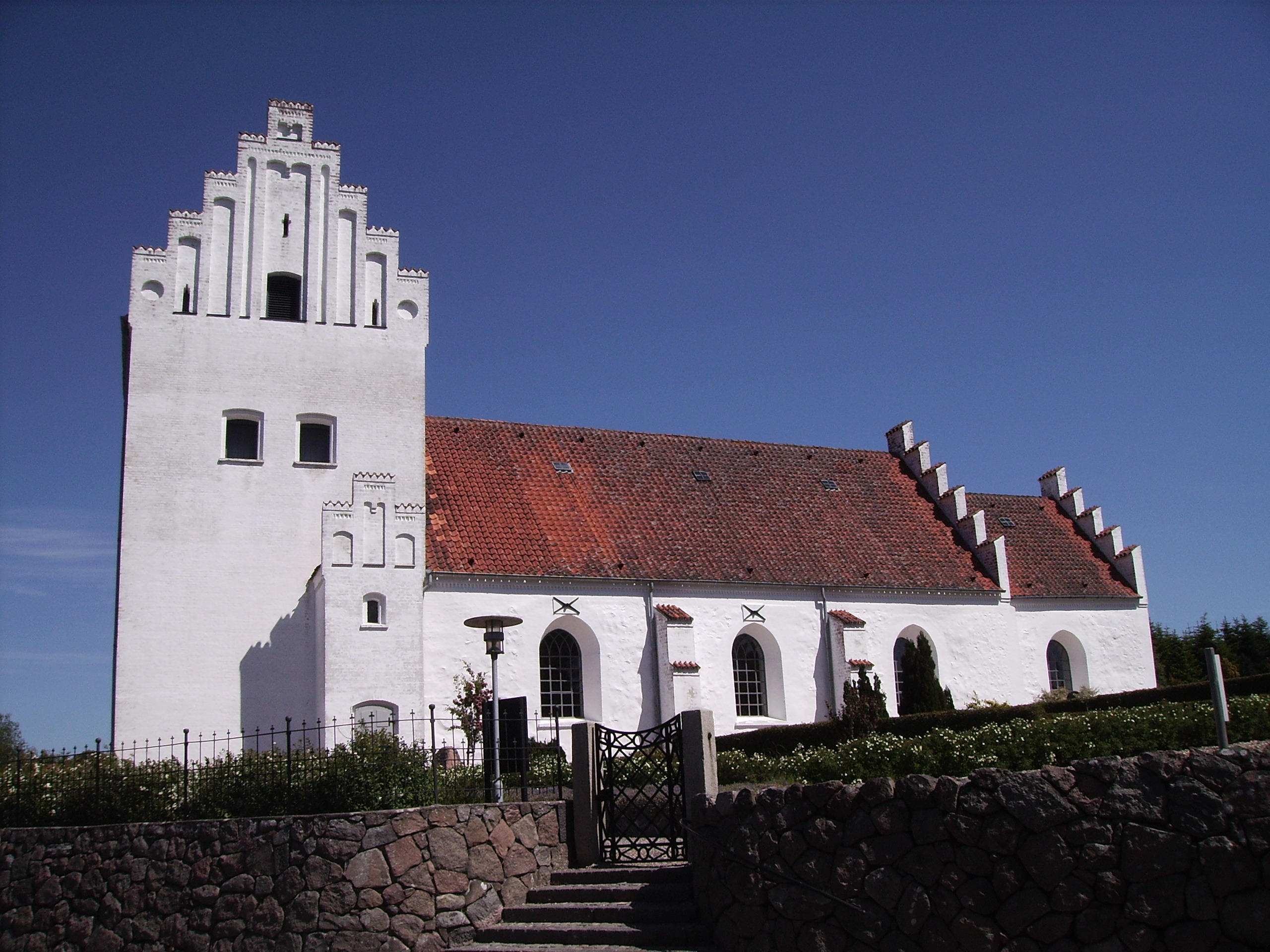
Jordløse Kirke

Jordløse Sogn ist eine Kirchspielsgemeinde (dänisch: Sogn)
auf der Insel Fyn (dt.: Fünen)
im südlichen Dänemark. Bis 1970 gehörte sie zur Harde Sallinge Herred im damaligen Odense Amt, danach zur Haarby Kommune im
Fyns Amt, die im Zuge der  Kommunalreform zum 1. Januar 2007 in der
Assens Kommune in der Region Syddanmark aufgegangen ist.
Im Kirchspiel leben 723 Einwohner, davon 341 im Kirchdorf (Stand: 1. Januar 2023).
Im Kirchspiel liegt die Kirche „Jordløse Kirke“.
Nachbargemeinden sind im Nordwesten Hårby Sogn, außerdem ist der östlich benachbarten Faaborg-Midtfyn Kommune im Nordosten Sønder Broby Sogn und  im Südosten Vester Hæsinge Sogn, Håstrup Sogn und Svanninge Sogn.